# Сістеля
Сістеля (кат. Cistella) - муніципалітет, розташований в Автономній області Каталонія, в Іспанії. Знаходиться у районі (кумарці) Ал Ампурда провінції Жирона, згідно з новою адміністративною реформою перебуватиме у складі баґарії Жирона.

## Населення
Населення міста (у 2007 р.) становить 242 особи (з них менше 14 років - 9,9%, від 15 до 64 - 66,1%, понад 65 років - 24%). У 2006 р. народжуваність склала 1 особа, смертність - 2 особи, зареєстровано 0 шлюбів. У 2001 р. активне населення становило 117 осіб, з них безробітних - 7 осіб.

Серед осіб, які проживали на території міста у 2001 р., 222 народилися в Каталонії (з них 179 осіб у тому самому районі, або кумарці), 11 осіб приїхало з інших областей Іспанії, а 10 осіб приїхало з-за кордону. 

Університетську освіту має 10,4% усього населення. 

У 2001 р. нараховувалося 82 домогосподарства (з них 19,5% складалися з однієї особи, 22% з двох осіб,22% з 3 осіб, 23,2% з 4 осіб, 8,5% з 5 осіб, 2,4% з 6 осіб, 2,4% з 7 осіб, 0% з 8 осіб і 0% з 9 і більше осіб).

Активне населення міста у 2001 р. працювало у таких сферах діяльності : у сільському господарстві - 29,1%, у промисловості - 8,2%, на будівництві - 5,5% і у сфері обслуговування - 57,3%. 

 У муніципалітеті або у власному районі (кумарці) працює 74 особи, поза районом - 60 осіб.

### Безробіття
У 2007 р. нараховувалося 9 безробітних (у 2006 р. - 9 безробітних), з них чоловіки становили 33,3%, а жінки - 66,7%.

## Економіка

### Підприємства міста

#### Промислові підприємства
| \| Промислові підприємства міста, за сферою діяльності \| Промислові підприємства міста, за сферою діяльності \| Промислові підприємства міста, за сферою діяльності \| \| Рік \| 2002 р. \| 2001 р. \| \| --------------------------------------------------- \| --------------------------------------------------- \| --------------------------------------------------- \| \| Енергетичні та водні ресурси \| 0% \| 0% \| \| Хімія та метали \| 0% \| 0% \| \| Переробка металів \| 66,7% \| 100% \| \| Продукти харчування \| 33,3% \| 0% \| \| Текстиль \| 0% \| 0% \| \| Виробництво меблів, видання \| 0% \| 0% \| \| Інше \| 0% \| 0% \| \| Усього підприємств \| 3 \| 2 \| |         |         |
| Промислові підприємства міста, за сферою діяльності |         |         |
| Рік | 2002 р. | 2001 р. |
| Енергетичні та водні ресурси | 0%      | 0%      |
| Хімія та метали | 0%      | 0%      |
| Переробка металів | 66,7%   | 100%    |
| Продукти харчування | 33,3%   | 0%      |
| Текстиль | 0%      | 0%      |
| Виробництво меблів, видання | 0%      | 0%      |
| Інше | 0%      | 0%      |
| Усього підприємств | 3       | 2       |

#### Роздрібна торгівля
| \| Підприємства роздрібної торгівлі міста, за сферою діяльності \| Підприємства роздрібної торгівлі міста, за сферою діяльності \| Підприємства роздрібної торгівлі міста, за сферою діяльності \| \| Рік \| 2002 р. \| 2001 р. \| \| ------------------------------------------------------------ \| ------------------------------------------------------------ \| ------------------------------------------------------------ \| \| Продукти харчування \| 33,3% \| 33,3% \| \| Одяг та взуття \| 0% \| 0% \| \| Товари для дому \| 0% \| 0% \| \| Книги та періодичні видання \| 0% \| 0% \| \| Промислова хімічна продукція \| 0% \| 0% \| \| Продукція, пов'язана з транспортними засобами \| 0% \| 0% \| \| Інше \| 66,7% \| 66,7% \| \| Усього підприємств \| 3 \| 3 \| |         |         |
| Підприємства роздрібної торгівлі міста, за сферою діяльності |         |         |
| Рік | 2002 р. | 2001 р. |
| Продукти харчування | 33,3%   | 33,3%   |
| Одяг та взуття | 0%      | 0%      |
| Товари для дому | 0%      | 0%      |
| Книги та періодичні видання | 0%      | 0%      |
| Промислова хімічна продукція | 0%      | 0%      |
| Продукція, пов'язана з транспортними засобами | 0%      | 0%      |
| Інше | 66,7%   | 66,7%   |
| Усього підприємств | 3       | 3       |

#### Сфера послуг
| \| Підприємства міста, що працюють у сфері послуг, за діяльністю \| Підприємства міста, що працюють у сфері послуг, за діяльністю \| Підприємства міста, що працюють у сфері послуг, за діяльністю \| \| Рік \| 2002 р. \| 2001 р. \| \| ------------------------------------------------------------- \| ------------------------------------------------------------- \| ------------------------------------------------------------- \| \| Гуртова торгівля \| 20% \| 25% \| \| Готелі та готельний бізнес \| 40% \| 50% \| \| Транспорт та зв'язок \| 0% \| 0% \| \| Посередницькі фінансові послуги \| 0% \| 0% \| \| Послуги підприємствам \| 0% \| 0% \| \| Послуги фізичним особам \| 20% \| 25% \| \| Нерухомість та ін. \| 20% \| 0% \| \| Усього підприємств \| 5 \| 4 \| |         |         |
| Підприємства міста, що працюють у сфері послуг, за діяльністю |         |         |
| Рік | 2002 р. | 2001 р. |
| Гуртова торгівля | 20%     | 25%     |
| Готелі та готельний бізнес | 40%     | 50%     |
| Транспорт та зв'язок | 0%      | 0%      |
| Посередницькі фінансові послуги | 0%      | 0%      |
| Послуги підприємствам | 0%      | 0%      |
| Послуги фізичним особам | 20%     | 25%     |
| Нерухомість та ін. | 20%     | 0%      |
| Усього підприємств | 5       | 4       |

## Житловий фонд
У 2001 р. 1,2% усіх родин (домогосподарств) мали житло метражем до 59 м², 11% - від 60 до 89 м², 42,7% - від 90 до 119 м² і
45,1% - понад 120 м².

З усіх будівель у 2001 р. 51,5% було одноповерховими, 46,2% - двоповерховими, 2,3
% - триповерховими, 0% - чотириповерховими, 0% - п'ятиповерховими, 0% - шестиповерховими,
0% - семиповерховими, 0% - з вісьмома та більше поверхами.

## Автопарк
| \| Автомобілі, зареєстровані у місті, за призначенням \| Автомобілі, зареєстровані у місті, за призначенням \| Автомобілі, зареєстровані у місті, за призначенням \| \| Рік \| 2006 р. \| 2005 р. \| \| -------------------------------------------------- \| -------------------------------------------------- \| -------------------------------------------------- \| \| Приватні автомобілі \| 61,3% \| 62,9% \| \| Мотоцикли \| 9,4% \| 8,4% \| \| Вантажівки \| 26,2% \| 27% \| \| Трактори \| 0% \| 0% \| \| Автобуси та ін. \| 3,1% \| 1,7% \| \| Усього автомобілів \| 256 шт. \| 237 шт. \| |         |         |
| Автомобілі, зареєстровані у місті, за призначенням |         |         |
| Рік | 2006 р. | 2005 р. |
| Приватні автомобілі | 61,3%   | 62,9%   |
| Мотоцикли | 9,4%    | 8,4%    |
| Вантажівки | 26,2%   | 27%     |
| Трактори | 0%      | 0%      |
| Автобуси та ін. | 3,1%    | 1,7%    |
| Усього автомобілів | 256 шт. | 237 шт. |

## Вживання каталанської мови
У 2001 р. каталанську мову у місті розуміли 99,2% усього населення (у 1996 р. - 99,5%), вміли говорити нею 91,6% (у 1996 р. - 
96,1%), вміли читати 87,4% (у 1996 р. - 71%), вміли писати 56,9
% (у 1996 р. - 44,9%). Не розуміли каталанської мови 0,8%.

## Політичні уподобання
У виборах до Парламенту Каталонії у 2006 р. взяло участь 140 осіб (у 2003 р. - 146 осіб). Голоси за політичні сили розподілилися таким чином:
| \| Вибори до Парламенту Каталонії \| Вибори до Парламенту Каталонії \| Вибори до Парламенту Каталонії \| \| Рік \| 2006 р. \| 2003 р. \| \| -------------------------------------- \| ------------------------------ \| ------------------------------ \| \| Конвергенція та Єднання (CiU) \| 36,4% \| 38,4% \| \| Соціалістична партія Каталонії (PSC) \| 13,6% \| 17,8% \| \| Народна партія (PP) \| 7,1% \| 5,5% \| \| Ініціатива за зелену Каталонію (IC) \| 14,3% \| 9,6% \| \| Республіканська лівиця Каталонії (ERC) \| 27,1% \| 27,4% \| \| Громадянська партія (C's) \| 0% \| 0% \| \| Інші \| 1,4% \| 1,4% \| |         |         |
| Вибори до Парламенту Каталонії |         |         |
| Рік | 2006 р. | 2003 р. |
| Конвергенція та Єднання (CiU) | 36,4%   | 38,4%   |
| Соціалістична партія Каталонії (PSC) | 13,6%   | 17,8%   |
| Народна партія (PP) | 7,1%    | 5,5%    |
| Ініціатива за зелену Каталонію (IC) | 14,3%   | 9,6%    |
| Республіканська лівиця Каталонії (ERC) | 27,1%   | 27,4%   |
| Громадянська партія (C's) | 0%      | 0%      |
| Інші | 1,4%    | 1,4%    |